# ユダヤ・アラビア語群
ユダヤ・アラビア語群とは、アラビア語圏に住んでいる（あるいは住んでいた）ユダヤ人が話す、アラビア語のユダヤ方言の総称。この語はまた、（とりわけ中世に）ヘブライ文字で書かれた古典アラビア語をも指す。キリスト教圏のユダヤ語にラディーノ語（ユダヤ・スペイン語）やイディッシュ語（ユダヤ・ドイツ語）があるように、イスラム教圏のユダヤ語も地域によって多種多様である。
ユダヤ・アラビア語群においては、アラビア文字よりもヘブライ文字が使われることが多く、ヘブライ語のアルファベットにない発音を表記するために、アラビア文字から子音点を借用することもあった。
1948年の第一次中東戦争の後、アラブ世界のミズラヒムやセファルディムはほぼ全員がユダヤ難民となり、主としてイスラエルかフランスに亡命した。第一世代の亡命者はイスラエルでもフランスでもアラビア語を話す機会を失い、子孫は子孫でフランス語か現代ヘブライ語を母語として育ったため、ユダヤ＝アラビア語群は今では危機に瀕する言語と見なされている。
ハラハー研究の古典や聖書の註釈書だけでなく、中世ユダヤ思想の名著のいくつかは中世のユダヤ＝アラビア語で書かれている。このため、ヨーロッパのアシュケナジムでも読めるよう、これらの書物は中世ヘブライ語に訳された。この名著の中には、イェフダ・ハレヴィの『クザーリの書』や、マイモニデスの『迷える者への手引き』といった書物が含まれている。